# La Historia de Nastagio degli Onesti (segundo episodio)
El segundo episodio de La Historia de Nastagio degli Onesti (en italiano : Nastagio degli Onesti, secondo episodio) es una pintura a témpera sobre tabla (83 × 138 cm) de Sandro Botticelli, datada en 1483 y conservada en el Museo del Prado de Madrid.

## Histórico
El cuadro forma parte de una serie de cuatro paneles destinados al cabecero de una cama nupcial o a la decoración para un cassone, por encargo de Lorenzo de Médici con el fin de hacer un regalo nupcial a Giannozzo Pucci y Lucrezia Bini, ya que ambos escudos de armas familiares aparecen en el marco; de los cuatro cuadros, tres de ellos se encuentran en el Museo del Prado de Madrid y uno en el Palazzo Pucci de Florencia.
Los cuatro paneles quedaron en Florencia en el palacio de la familia Pucci hasta 1868, año de su venta. En lo sucesivo pasaron en diversas colecciones y, en 1929, Francisco de Asís Cambó compró tres a los herederos de Joseph Spiridon, y después en 1941 hizo donación al museo del Prado. El cuarto, llamado «banquete nupcial», perdido de vista durante siglos, reapareció en Florencia en abril de 2004, con ocasión de una exposición Sando Botticelli-Filippino Lippi en el Palazzo Strozzi y no habría abandonado nunca su morada original del palacio Pucci.

## Tema

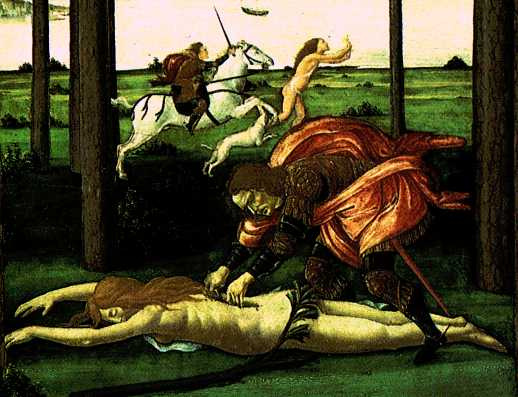
Detalle.

El relato de Nastagio degli Onesti forma parte del octavo Cuento de la quinta jornada del Decamerón de Giovanni Boccaccio escrito entre 1348 y 1351, titulada «El infierno para los enamorados crueles» dedicada a los amores primeramente desdichados que después que se terminan de manera feliz.
El segundo episodio, llamado de «la caza infernal», se ubica en un pinar cerca de Rávena, ciudad donde se desarrolla la historia ; muestra a Nastagio que, después de haber abandonado la ciudad tras su desilusión amorosa, vaga solitario y triste y se encuentra repentinamente en presencia de una mujer perseguida por un caballero y por sus perros que la desgarran con sus colmillos a pesar de su tentativa de defenderla.
El caballero, Guido degli Anastagi, explica que no tiene que intervenir, porque se trata de dos muertos bajo el castigo de ultratumba, una aparición de almas del Purgatorio. Él, porque se había suicidado por amor a ella, que le rechazó, y ella porque había sido cruel hacia él.
Cada viernes tiene que proseguirla en el bosque y matarla, arrancarle las entrañas y darlas a comer a los perros; luego resucita enseguida en una persecución infernal sin final.
El segundo episodio muestra a Nastagio que después de haber presenciado la aparición de la mujer desgarrada por los perros y perseguida por el caballero se escapa horrorizado, Guido, el caballero, traspasa a la chica y le arranca los riñones, el corazón y las entrañas y se los da a comer a los perros a la derecha; al fondo la escena recomienza nuevamente. Todos los viernes, la joven tiene que padecer el asesinato y la recomposición de su cuerpo, tantas veces como el número de meses que rehusó a su pretendiente. 

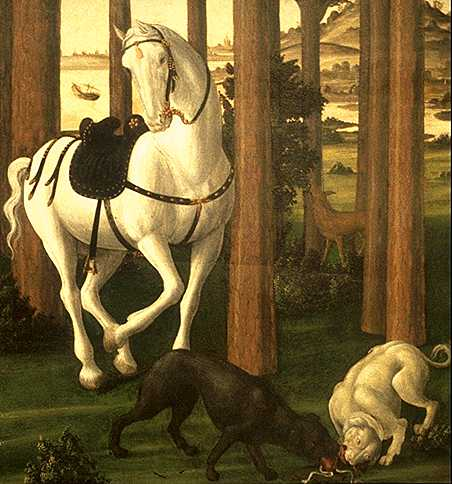
Detalle.

## Descripción
En un primer plano del bosque aparecen troncos muy verticales como columnas, a la izquierda unos venados están abrevando en una fuente; luego Nastagio que se vuelve con los brazos al cielo, asustado de la escena central del suplicio de la mujer desnuda tumbada sobre el vientre, a la cual el caballero ha extraído las vísceras ; al fondo se repite la persecución entre la mujer y el caballero; a la derecha el caballo blanco a la espera contempla a ambos perros que se disputan el corazón de la mujer ;  más allá del bosque del primer plano, un plano de agua ocupa el centro del fondo de la composición, enmarcada por orillas con una ciudad fortificada a la izquierda y un cerro arbolado a la derecha
El cuadro presenta simultáneamente dos escenas sucesivas, necesitando el desdoblamiento de los personajes.

## Análisis
La escena se desarrolla en el mismo bosque que el primer episodio aunque el paisaje del fondo es diferente, el mar está siempre presente pero las montañas han desaparecido así como los troncos del primer plano. Sobre la escena se ven a los dos perros que muerden a la chica, y que vuelven a aparecer al fondo del cuadro persiguiéndola y mordiéndola; el caballo al nivel del arnés es el mismo pero se diferencia por su postura, noble, tranquilo y sereno, los pies bien plantados sobre el suelo.
La historia es esencialmente pagana. El bosque es particularmente complejo, con árboles de grandes troncos rígidos y verticales que forman una especie de rejilla al borde de la laguna, con un fondo donde aparece el mar transversalmente con algunas barcas que se pierden a lo lejos en una claridad que hace el espacio amplio y profundo (Perspectiva aérea).
El cuadro emite una fuerza tranquila y una cierta belleza, el bosque es tranquilo, los venados beben, mientras otro come tranquilamente hojas a derecha. 
La crítica es unánime con respecto a la atribución de la concepción de las cuatro escenas a Botticelli, pero con relación a la ejecución considera que ha sido en parte confiada a sus asistentes de taller, en particular a Bartolomeo di Giovanni para las tres primeras escenas y a Jacopo del Sellaio para la última.
Las composiciones de los cuatro cuadros comportan una grata armonía espacial, los colores son vivos y la composición natural está medida. El carácter narrativo está reforzado por el modo medieval de hacer figurar elementos consecutivos de la historia sobre el mismo cuadro. 
El dramático está asociado a la elegancia formal de figurillas esbeltas, con los movimientos graciosos de los personajes y de los animales, en un tipo de atmósfera que mezcla fábula y realidad.